# Pontotel
Pontotel é uma empresa brasileira de tecnologia, fundada em 2014 na cidade de São Paulo, voltada ao desenvolvimento de soluções digitais para o controle de jornada de trabalho. A companhia oferece uma plataforma de marcação de ponto eletrônico via aplicativo móvel e navegador, com recursos como geolocalização, reconhecimento facial e funcionalidades integradas à legislação trabalhista.

## História
A empresa foi criada por Pedro Pimenta e Gustavo Bobrow com o objetivo de modernizar os sistemas de registro de ponto em empresas brasileiras. O produto inicial focava em pequenas e médias empresas, e obteve visibilidade a partir de 2018 em reportagens sobre inovação no controle de ponto digital.
Em 2020, participou da consulta pública promovida pelo governo federal para a elaboração da Portaria MTP n.º 671, que regulamenta o uso de sistemas digitais no controle de jornada de trabalho.

## Produtos e serviços
O carro-chefe da Pontotel é um sistema de ponto eletrônico hospedado na nuvem, acessível via aplicativo ou navegador, que permite o registro mesmo em modo offline. A plataforma oferece funcionalidades como gestão de escalas, banco de horas, emissão de relatórios e integração com softwares de RH.

## Modelo de negócios
A Pontotel opera com modelo de software como serviço (SaaS), por meio de planos mensais ou anuais. As receitas são geradas a partir de assinaturas empresariais, que variam conforme o número de usuários e módulos contratados. O foco da companhia está na automação da jornada de trabalho e conformidade legal.

## Reconhecimento e mídia
A empresa foi destacada em veículos como PEGN e Projeto Draft pelo uso de tecnologias como geolocalização e biometria facial no controle de ponto.
Com o crescimento de modelos de trabalho híbrido, a Pontotel ampliou sua base de clientes, conforme reportagens sobre o aumento na digitalização da gestão de tempo em empresas brasileiras.

## Aquisição pela Sankhya
Em 2024, a Pontotel foi adquirida pela Sankhya, empresa brasileira de sistemas de gestão empresarial. A aquisição fez parte da estratégia da Sankhya de expansão no setor de tecnologia e gestão de pessoas, com vistas a uma futura abertura de capital.

## Impacto no mercado
A empresa atua em setores variados, incluindo indústria, varejo e serviços. Com a digitalização dos processos de controle de jornada e a flexibilização das rotinas de trabalho, soluções como a da Pontotel passaram a ser demandadas por empresas que buscam adequação legal e eficiência operacional.

## Fundadores
Pedro Pimenta e Gustavo Bobrow são os fundadores da Pontotel. As informações públicas sobre suas trajetórias estão disponíveis principalmente em entrevistas e menções em reportagens setoriais.